# Christoffer Edlund
Christoffer Edlund, född 3 februari 1987, är en svensk bandyspelare, som spelar i Villa Lidköping BK. Han är son till Kent Edlund. 
Han kom till Sandviken efter att ha vunnit skytteligan i Vetlanda 2009. Sedan dess har han varit en av Sveriges vassaste målskyttar. Säsongen 2014/15 spelade han i Jenisej i ryska ligan och blev rysk mästare. Samtidigt vann han skytteligan som andra svensk i ligan och poängligan som första svensk någonsin, två poäng före klubbkamraten Sergej Lomanov Jr. Den 4 april 2020 skrev Edlund på ett treårskontrakt med Lidköpingsklubben Villa Lidköping BK.
20 februari 2023 skrev Edlund på ett nytt kontrakt med Villa Lidköping BK för ytterligare 4 säsonger.

## Karriär
- Den 22 november 2009 gjorde Edlund tolv mål i en match mot Katrineholms SK. Han slog då det 69 år gamla rekordet för flest gjorda mål i en och samma match av en spelare.
- Svensk mästare 2011, 2012, 2014, 2021 och 2024
- Världsmästare 2009 och 2010
- Blev delad skytteligavinnare säsongen 2008/2009 tillsammans med Magnus Muhrén med 44 gjorda mål. Edlund spelade då i sin moderklubb Vetlanda BK.
- Vann skytteligan säsongen 2009/2010 med 91 gjorda mål. Spelade då i Sandvikens AIK.
- Vann skytteligan säsongen 2010/2011 med 77 gjorda mål.
- Vann skytteligan säsongen 2013/2014 med 73 gjorda mål.
- Årets man i svensk bandy 2014
- Vann skytteligan säsongen 2015/2016 med 59 gjorda mål.
- Vann skytteligan säsongen 2017/2018 med 76 gjorda mål.
- Vann skytteligan säsongen 2018/2019 med 61 gjorda mål.
- Vann skytteligan säsongen 2021/2022 med 79 gjorda mål.
- Vann skytteligan säsongen 2022/2023 med 60 gjorda mål.
- Gjorde sitt mål nummer 1 000 i Sveriges högsta division den 30 december 2022, då Villa Lidköping BK besegrade IFK Vänersborg med 10–2 på bortaplan.[1]

## Statistik
| 2005/06 | Vetlanda BK    | Allsvenskan | 25 | 8  | 4  | 12  | 2 | 0  | 0 | 0  | 27 | 12  |
| 2006/07 | Vetlanda BK    | Allsvenskan | 22 | 17 | 5  | 22  | 4 | 0  | 0 | 0  | 26 | 22  |
| 2007/08 | Vetlanda BK    | Elitserien  | 26 | 35 | 5  | 40  | 2 | 4  | 0 | 4  | 28 | 44  |
| 2008/09 | Vetlanda BK    | Elitserien  | 26 | 44 | 14 | 58  | 3 | 0  | 0 | 0  | 29 | 58  |
| 2009/10 | Sandvikens AIK | Elitserien  | 26 | 91 | 17 | 108 | 9 | 12 | 0 | 12 | 35 | 120 |
| 2010/11 | Sandvikens AIK | Elitserien  | 26 | 77 | 11 | 88  | 6 | 9  | 2 | 11 | 32 | 99  |
| 2011/12 | Sandvikens AIK | Elitserien  | 8  | 15 | 1  | 16  | 9 | 23 | 2 | 25 | 17 | 41  |
| 2012/13 | Sandvikens AIK | Elitserien  | 25 | 40 | 11 | 51  | 9 | 17 | 2 | 19 | 34 | 70  |
| 2013/14 | Sandvikens AIK | Elitserien  | 26 | 73 | 10 | 83  | 9 | 20 | 1 | 21 | 35 | 104 |
| 2014/15 | Jenisej        | Elitligan   | 30 | 62 | 7  | 69  | - | -  | - | -  | 30 | 69  |
| 2015/16 | Sandvikens AIK | Elitserien  | 26 | 59 | 8  | 67  | 9 | 15 | 1 | 16 | 35 | 83  |